# Princesa Ai
Princesa Ai (inglés: Princess Ai) es un manga creado conjuntamente por Courtney Love, Ai Yazawa, Misaho Kujiradou y DJ Milky (seudónimo de Stu Levy). El manga es publicado en inglés por TOKYOPOP y en español por Ediciones B.
Publicado en Argentina por Deux Studio.

## Argumento
Ai despierta en un callejón de Tokio sin recordar nada, no sabe quien o que es ni de donde viene. Lo único que tiene claro es que no debe separarse de una caja con forma de corazón y que alguien la persigue. Pero todo pasa por alguna razón, y su encuentro con Kent hace que Ai comience a investigar y de forma involuntaria, que termine haciendo lo que más le gusta: cantar.

## Curiosidades
- Se cree que el manga es una adaptación imprecisa de la vida de Courtney Love.[2]
- Tiene un spin-off ~Princesa Ai: rumores desde el otro lado~ será el título que reciba la antología que recopila 12 historias cortas situadas en el universo del peculiar manga, con autores como Misaho Kujiradou, artista de la trilogía principal, o los autores de Van Von Hunter, un amerimanga. Según la descripción de la propia Tokyopop, los seguidores de la obra podrán encontrar «una colección de historias inciertas, rumores, cotilleos y mentiras descaradas sobre el universo de la Princesa Ai».